# Villanueva del Rey
Villanueva del Rey és un municipi de la província de Còrdova a la comunitat autònoma d'Andalusia, a la comarca de Valle del Guadiato.

## Demografia
| 1996  | 1998  | 1999  | 2000  | 2001  | 2002  | 2003  | 2004  | 2005  | 2006  |
| ----- | ----- | ----- | ----- | ----- | ----- | ----- | ----- | ----- | ----- |
| 1.259 | 1.241 | 1.268 | 1.258 | 1.235 | 1.237 | 1.242 | 1.232 | 1.223 | 1.224 |